# Lampasas (Teksas)
Lampasas – miasto w Stanach Zjednoczonych, w stanie Teksas, w hrabstwie Lampasas. W 2000 roku liczyło 6 786 mieszkańców.